# Кара-оол-Дулуш, Софья Дакпай-ооловна
Софья Дакпай-ооловна Кара-оол-Дулуш (тув. Софья Дакпай-оол уруу Кара-оол-Түлүш; род. 13 июля 1963) — народная артистка Республики Тыва (2013), лауреат международных конкурсов, солистка государственного симфонического оркестра им. В. Тока, Духового оркестра Правительства Республики Тыва им. Т. Дулуша, педагог по вокалу ТЮЗа (Театра юного зрителя) города Кызыл. Обладает широким диапазоном голоса (лирико-драматическое сопрано), является уникальной разножанровой певицей.

## Биография
Софья родилась 13 июля 1963, в городе Шагаан-Арыг (Шагонар) Улуг-Хемского района Тувинской АССР, в семье киномеханика Кара-оола Дакпай-оола Тюлюшевича (4 апреля 1937) и учительницы Ыдамчык Светланы Тюлюшовны (16 мая 1939).
Жили сначала на родине папы — в маленьком селе Кара-Тал, Улуг-Хемского района, потом в посёлке Кок-Чыраа на родине мамы. С детства занималась в художественной самодеятельности. Восемь классов закончила в Кок-Чыраанской восьмилетней школе. 9-10 классы закончила в Шагонарской средней школе № 2, в 1981 году. Год проработала методистом АКБ (Агитационно-культурная бригада) в Доме культуры города Шагонара.
1982-83 гг — музыкальное училище им. Гнесиных, отделение «актер музыкальной комедии».
В 1984 году поступила в Кызылское училище искусств им. А. Чыргал-оола на отделение «академический вокал», класс заслуженной артистки Тувинской АССР Серафимы Андреевны Калининой.
1988—1990 — солистка рок-групп «Год Дракона» и «Интернат».
1990 г — по направлению работала в Государственном ансамбле песни и танца «Саяны».
1993—1998 — в музыкальном лектории Тувинской государственной филармонии.
С 1998 года работает солисткой в государственном симфоническом оркестре им. Виктора Тока.
В 2003 году начала сотрудничать с муниципальным концертным оркестром города Абакана под руководством заслуженного работника культуры РФ Андрея Штарка.
С 2003 — преподаёт вокал в ТЮЗ-е, сделаны музыкальные спектакли: «Бременские музыканты», «Урико — Химеко», «Мой друг — Золотой олень».
С 2008 года является солисткой Духового оркестра Правительства РТ.
В 2012 закончила Восточно — Сибирскую Государственную Академию культуры и искусств, по заочной форме обучения, по квалификации: художественный руководитель музыкально-инструментального коллектива, преподаватель, класс профессора заслуженного деятеля искусств России, лауреата международных конкурсов В.Симонова.

## Звания и награды
- Заслуженная артистка Республики Тыва (3 ноября 2006)
- Народная артистка Республики Тыва (30 апреля 2013)[2]
- Лауреат IV Международного фестиваля духовой музыки в городе Волгограде, посвящённом 60-летию Победы в Великой Отечественной войне. (16 мая 2005)
- Лауреат II Международного фестиваля-конкурса «Фанфары Первого Салюта» в г. Орле. (16 мая 2010)
- Лауреат II Международного фестиваля духовых оркестров и ансамблей «Фанфары в Центре Азии», в г. Кызыле (6 июня 2014)
- «За достигнутые успехи в творческой деятельности и воспитание молодежи в духе патриотизма», награждена памятным юбилейным знаком «65 ЛЕТ ПОБЕДЫ» Председателем Правительства РТ Ш. В. Кара-оолом. (2010)
- Грамота «За любовь, верность, взаимное уважение друг к другу, достойное воспитание детей» (8 июля 2014)
- Медаль «За любовь и верность» (8 июля 2014)[3]

## Семья
Муж: Дулуш Игорь Дыртык-оолович (9 мая 1963), заслуженный деятель искусств РТ, директор Тувинской государственной филармонии, президент НХЛ (Ночной хоккейной лиги)Республики Тыва.
Сын: Дулуш Найыс Игоревич (25 мая 1986), музыкант (ударные инструменты), работает в симфоническом оркестре им. В.Тока и в Духовом оркестре Правительства РТ, в группе «Хартыга»
Брат: Кара-оол Эдуард Дакпай-оолович (23 сентября 1966), занимается нетрадиционной медициной.